# 존 도널드 맥아더
존 도널드 맥아더(영어: John Donald MacArthur 1897년 3월 6일 ~ 1978년 1월 6일)는 미국의 보험 재벌, 부동산 투자자이자 자선가로, 존 D.와 캐서린 T. 맥아더 재단을 설립했으며 맥아더 펠로우십 의 후원자이다.

1987년 3월 6일 펜실베이니아주 루체른군 피츠턴(Pittston)에서 목사 아버지 밑에서 태어났다. 형인 찰스 맥아더(Charles MacArthur)는 미국의 극작가로 제1면(The Front Page)의 공동작가이다. 8학년때 학교를 그만두고 세일즈맨이 되었다.
군에서 제대한 후, 그는 우편판매 보험 사업과 플로리다주 부동산 투자로 많은 돈을 벌었다. 사망 당시 워싱턴 포스트의 기사에 따르면, 미국에서 생존중인 백만장자 중 두손가락에 꼽는 자산가의 하나로 여겨졌다.

## 사생활
Louise Ingalls과 결혼하여 둔 두 자녀 가운데 존 로더릭 맥아더가 있다. 1937년 이혼하고 비서 캐서린 T. 맥아더와 결혼하였고, 맥아더 재단의 이름은 존과 캐서린 부부의 이름을 따왔다.

## 유산
팜비치군 노스팜비치의 존 D. 맥아더 비치 주립공원(John D. MacArthur Beach State Park)은 맥아더의 기부로 설립된 해변공원이다.
맥아더 재단은 미국에서 자산 크기로 순위권에 드는 여러 재단들 가운데 하나이다.
1. ↑  Gayle Pallesen (1978년 1월 7일). “John MacArthur, 80, From Salesman to Modest Billionaire”. 워싱턴 포스트.